# Pier Luigi Carafa
Pier Luigi Carafa (Nápoles, 18 de julho de 1581 - Roma, 15 de fevereiro de 1655) foi um cardeal do século XVII.

## Biografia
Nasceu em Nápoles em 18 de julho de 1581. Filho de Ottavio Carafa, marquês de Anzi, e Crisostoma Carafa, dos condes de Policastro. Outros cardeais da família foram Filippo Carafa (1378); Oliviero Carafa (1467); Gianvincenzo Carafa (1527); Carlo Carafa (1555); Diomede Carafa (1555); Alfonso Carafa (1557); Antonio Carafa (1568); Decio Carafa (1611); Carlo Carafa della Spina (1664); Fortunato Ilario Carafa della Spina (1686); Pierluigi Carafa, júnior (1728); Francesco Carafa della Spina di Traetto (1773); Marino Carafa do Belvedere (1801); e Domenico Carafa della Spina di Traetto (1844).
"..compiuti con fama di straordinario talento i suoi studi ..." (1) ..
Foi para Roma em 1614. Referendário dos Tribunais da Assinatura Apostólica da Justiça e da Graça, 1607. Vice-legado em Ferrara, 1614-1620. Governador de Fermo, 1620-1624. Recebeu o subdiaconato em 6 de maio de 1624, Roma..
Eleito bispo de Tricarico, com dispensa por ainda não ter recebido o diaconato e o presbitério, em 29 de março de 1624. Consagrado, domingo, 2 de junho de 1624, Roma, pelo cardeal Cosimo de Torres, coadjuvado por Gianantonio Angrisani, arcebispo de Sorrento, e por Alessandro (Fabrizio) Suardi, bispo de Lucera. Sucedeu a seu irmão Diomedes como bispo desta sé. Núncio em Colônia, de 15 de julho de 1624 a 20 de setembro de 1634. Mais tarde, também visitante apostólico na Baixa Alemanha. Pediu para retornar à sua diocese. Promoção recusada às sés de Cápua e Urbino..
Criado cardeal sacerdote no consistório de 6 de março de 1645; recebeu o gorro vermelho e o título de S. Martino ai Monti, 10 de julho de 1645. Prefeito da SC do Conselho Tridentino, 1645 ou 1646 até sua morte. Renunciou ao governo da diocese antes de 8 de janeiro de 1646. Legado em Bolonha, 3 de julho de 1651; renunciou logo depois por motivos de saúde. Participou do conclave de 1655, que elegeu o Papa Alexandre VII, e morreu durante sua celebração..
Morreu em Roma em 15 de fevereiro de 1655, perto das 13 horas, no conclave, Roma. Exposto e enterrado no lado direito da porta principal da igreja de Santissimo Nome di Gesù , Roma..